# Marko Simonovski (cestista)
Marko Simonovski (in macedone Марко Симоновски?; Skopje, 28 giugno 1989) è un cestista macedone.

## Carriera
Con la Macedonia del Nord ha disputato due edizioni dei Campionati europei (2011, 2015).

## Palmarès
- Campionato macedone: 2

MZT Skopje: 2014-15, 2016-17
- Coppa di Macedonia: 1

MZT Skopje: 2018